# 망나니 비사
"망나니 비사"는 한국에서 제작된 김성민 감독의 1955년 멜로/로맨스 영화이다. 전택이 등이 주연으로 출연하였고 김보철 등이 제작에 참여하였다.

## 출연

### 주연
- 전택이
- 노경희
- 이민
- 이경희
- 추석양
- 복혜숙

## 기타
- 조명: 이한찬
- 미술: 이봉선